# Gymnogryllus vicinus
Gymnogryllus vicinus är en insektsart som först beskrevs av Lucien Chopard 1955.  Gymnogryllus vicinus ingår i släktet Gymnogryllus och familjen syrsor. Inga underarter finns listade i Catalogue of Life.